# Luiz Carlos Dias
Dom Luiz Carlos Dias (Caconde, 16 de setembro de 1964) é um bispo brasileiro da Igreja Católica, bispo da Diocese de São Carlos,  no estado de São Paulo .

## Biografia
Dom Luiz Carlos Dias nasceu em Caconde em 16 de setembro de 1964. Cursou filosofia e teologia no Centro de Estudos da Arquidiocese de Ribeirão Preto. Foi ordenado diácono em 28 de outubro de 1989 e presbítero em 5 de abril de 1991, ambas pela imposição das mãos de dom Tomás Vaquero, na Paróquia Imaculada Conceição, em Caconde. Fez mestrado em filosofia na Pontifícia Universidade Gregoriana, em Roma.
Na Diocese de São João da Boa Vista trabalhou na formação de novos sacerdotes. De 2010 a 2016 trabalhou na Conferência Nacional dos Bispos do Brasil, principalmente como secretário executivo das Campanhas da Fraternidade.
Aos 16 de março de 2016 foi nomeado pelo Papa Francisco como bispo titular de Tunes e auxiliar da Arquidiocese de São Paulo. Foi consagrado em 7 de maio do mesmo ano na sua cidade natal, pelas mãos de Dom Odilo Scherer, cardeal arcebispo de São Paulo, coadjuvado por Dom David Dias Pimentel, bispo de São João da Boa Vista e por Dom Leonardo Ulrich Steiner, O.F.M., bispo-auxiliar de Brasília. Na Conferência Nacional dos Bispos do Brasil, ele é o secretário da Regional Sul 1, em São Paulo.
Em 20 de outubro de 2021 o Papa Francisco o nomeou bispo diocesano de São Carlos.A sua posse como 8° bispo diocesano ocorreu em 18 de dezembro de 2021.